# Моррисон, Томас Дэвид
Томас Дэвид Моррисон (англ. Thomas David Morrison; 1796 — 19 марта 1856) — врач и политический деятель Верхней Канады. В 1836 году стал 3-м мэром Торонто.

## Ранние годы
Родился в Квебеке в семье Уильяма Моррисона. Во время войны 1812 года служил в медицинском управлении британской армии. Изучал медицину в США и, когда он вернулся в 1824 году обратно в Верхнюю Канаду, получил лицензию на медицинскую практику. Впоследствии Моррисон преуспел в карьере врача и имел довольно обширную практику. 2 сентября 1818 года женился на Эффи Гилберт, сестре Уильяма Пойнтца Патрика, члена Законодательной ассамблеи Верхней Канады и известного методиста. В том же году Моррисон, хоть и являлся приверженцем англиканской церкви, участвовал в создании первой методистской церкви в Йорке, городе, который ныне входит в состав Торонто.

## Политическая карьера
Свою политическую карьеру Моррисон начинал в 1828 году на муниципальных выборах в Йорке, сразу после волны негодования вызванной снятием сэром Перегрином Мейтлендом, лейтенант-губернатором Верхней Канады, судьи Джона Уолпола Уиллиса с его должности. Партия реформ, одним из членов которой был и Уильям Лайон Макензи, избирала кандидата, который должен был выступить на выборах против генерального прокурора Верхней Канады сэра Джона Робинсона, ведущей фигуры в деле об увольнении Уоллиса. Моррисон был им избран, хотя многие члены партии считали, что лучше выбрать более сдержанного Роберта Болдуина. Однако, попытка Моррисона баллотироваться в представители Йорка в провинциальной ассамблее оказалась неудачной, большинством голосов (110 против 93) был избран Робинсон.
В 1834 году был избран в городской совет Торонто. Затем был членом 12-го и 13-го парламентов Верхней Канады. С января 1836-го по январь 1837 года занимал должность мэра Торонто. Хотя Моррисон и был сторонником проведения реформ в Верхней Канаде, он не поддержал восстание возглавленное Макензи.
В апреле 1838-го его обвинили в государственной измене, но позже эти обвинения были сняты и ему инкриминировали менее серьёзное преступление, а именно недонесение о факте случившейся измены. Из-за этого обвинения 29 апреля того же года Моррисон покинул Канаду перебравшись в США. В 1843 году, когда была объявлена амнистия, он вернулся в Торонто и продолжил свою медицинскую практику.
Моррисон умер от паралича 19 марта 1856 года в своём доме в Торонто.